# Saint-Jean-de-Crieulon
Saint-Jean-de-Crieulon – miejscowość i gmina we Francji, w regionie Oksytania, w departamencie Gard.
Według danych na rok 1990 gminę zamieszkiwało 151 osób, a gęstość zaludnienia wynosiła 27 osób/km² (wśród 1545 gmin Langwedocji-Roussillon Saint-Jean-de-Crieulon plasuje się na 753. miejscu pod względem liczby ludności, natomiast pod względem powierzchni na miejscu 983.).